# Icaronycteris
Icaronycteris es un género extinto de murciélagos microquirópteros que vivió en el periodo Eoceno temprano, hace aproximadamente 52 millones de años. 
Se han encontrado cuatro especímenes excepcionalmente bien conservados en la formación Green River en Norteamérica. Sólo hay una especie descrita con detalle de este género, I. index, aunque algunos fragmentos encontrados en Francia se han incluido provisionalmente en este género como I. menui. y unas mandíbulas de la India pertenecen a I. sigei.
Icaronycteris, que reciben su nombre del mítico vuelo de Ícaro y del género de «murciélagos de hoyuelo» o de «cara cortada» Nycteris, medían aproximadamente catorce centímetros de largo y tenían una envergadura de unos treinta y siete centímetros. Tenían un gran parecido con los murciélagos modernos, pero con algunos rasgos primitivos. La cola era mucho más larga y no estaba unida a las patas traseras con una membrana de piel, el primer dedo del ala tenía una garra y el cuerpo era más flexible. Su anatomía sugiere que, como los murciélagos actuales, Icaronycteris dormía colgado boca abajo de una rama de árbol o de un saliente rocoso, sujeto con sus patas traseras, lo que se deduce por la disposición hacia atrás de los tobillos. Los huesos del oído interno sugieren fuertemente que Icaronycteris ya estaba usando la ecolocalización para cazar, aunque esta capacidad no estaba muy desarrollada. A pesar de que el Icaronycteris era insectívoro, contaba con un conjunto completo de dientes que eran relativamente no especializados más allá de la forma básica de los mamíferos, similar a la de una musaraña moderna, los murciélagos posteriores desarrollaron dientes más especializados y en menor cantidad.

## Filogenia
Cladograma basado en Simmons y Conway:
|  | \| \| Palaeochiropteryx \| \| \| \| \| \| Microchiroptera \| \| \| \| |
|  |                                                                       |
|  | Palaeochiropteryx                                                     |
|  |                                                                       |
|  | Microchiroptera                                                       |
|  |                                                                       |

|  | Palaeochiropteryx |
|  |                   |
|  | Microchiroptera   |
|  |                   |

|  | \| \| Palaeochiropteryx \| \| \| \| \| \| Microchiroptera \| \| \| \| |
|  |                                                                       |
|  | Palaeochiropteryx                                                     |
|  |                                                                       |
|  | Microchiroptera                                                       |
|  |                                                                       |

|  | Palaeochiropteryx |
|  |                   |
|  | Microchiroptera   |
|  |                   |

|  | \| \| Palaeochiropteryx \| \| \| \| \| \| Microchiroptera \| \| \| \| |
|  |                                                                       |
|  | Palaeochiropteryx                                                     |
|  |                                                                       |
|  | Microchiroptera                                                       |
|  |                                                                       |

|  | Palaeochiropteryx |
|  |                   |
|  | Microchiroptera   |
|  |                   |

|  | \| \| Palaeochiropteryx \| \| \| \| \| \| Microchiroptera \| \| \| \| |
|  |                                                                       |
|  | Palaeochiropteryx                                                     |
|  |                                                                       |
|  | Microchiroptera                                                       |
|  |                                                                       |

|  | Palaeochiropteryx |
|  |                   |
|  | Microchiroptera   |
|  |                   |

|  | \| \| Palaeochiropteryx \| \| \| \| \| \| Microchiroptera \| \| \| \| |
|  |                                                                       |
|  | Palaeochiropteryx                                                     |
|  |                                                                       |
|  | Microchiroptera                                                       |
|  |                                                                       |

|  | Palaeochiropteryx |
|  |                   |
|  | Microchiroptera   |
|  |                   |

|  | \| \| Palaeochiropteryx \| \| \| \| \| \| Microchiroptera \| \| \| \| |
|  |                                                                       |
|  | Palaeochiropteryx                                                     |
|  |                                                                       |
|  | Microchiroptera                                                       |
|  |                                                                       |

|  | Palaeochiropteryx |
|  |                   |
|  | Microchiroptera   |
|  |                   |

|  | \| \| Palaeochiropteryx \| \| \| \| \| \| Microchiroptera \| \| \| \| |
|  |                                                                       |
|  | Palaeochiropteryx                                                     |
|  |                                                                       |
|  | Microchiroptera                                                       |
|  |                                                                       |

|  | Palaeochiropteryx |
|  |                   |
|  | Microchiroptera   |
|  |                   |

|  | \| \| Palaeochiropteryx \| \| \| \| \| \| Microchiroptera \| \| \| \| |
|  |                                                                       |
|  | Palaeochiropteryx                                                     |
|  |                                                                       |
|  | Microchiroptera                                                       |
|  |                                                                       |

|  | Palaeochiropteryx |
|  |                   |
|  | Microchiroptera   |
|  |                   |

## Referencias

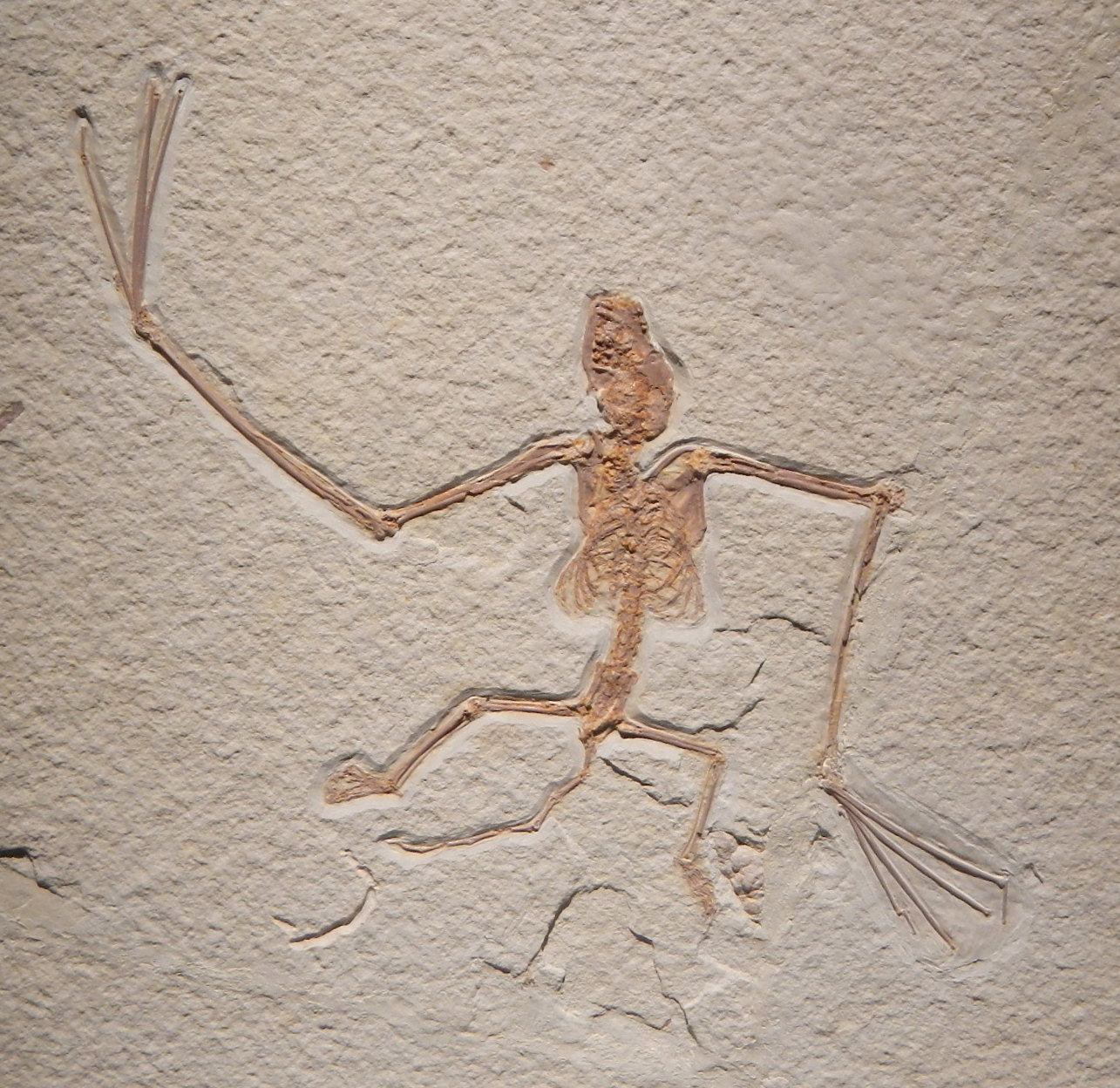
Icaronycteris index, Houston.